# Danh sách đĩa nhạc của Joji
Joji là một ca sĩ và nhạc sĩ người Nhật đã phát hành ba album phòng thu, một mixtape, hai đĩa mở rộng và mười bốn đĩa đơn, với ba trong số những dự án đó được phát hành dưới tên "Pink Guy", một bản ngã hài hước được tạo trên nền tảng giải trí YouTube.
Album phòng thu đầu tay của anh với tên Joji, mang tên Ballads 1, được phát hành vào ngày 26 tháng 10 năm 2018 và là dự án thứ hai của anh ấy dưới cái tên này, với dự án đầu tiên là đĩa mở rộng In Tongues. Sau vài tháng trì hoãn, Joji đã phát hành album phòng thu thứ hai Nectar vào ngày 25 tháng 9 năm 2020. Album phòng thu thứ ba của Joji, Smithereens, được phát hành vào ngày 4 tháng 11 năm 2022, và trước đó là các đĩa đơn "Glimpse of Us" và "Yukon (Interlude)".

## Với tư cách là Joji

### Album phòng thu
| Tiêu đề     | Thông tin album | Vị trí xếp hạng cao nhất | Vị trí xếp hạng cao nhất | Vị trí xếp hạng cao nhất | Vị trí xếp hạng cao nhất | Vị trí xếp hạng cao nhất | Vị trí xếp hạng cao nhất | Vị trí xếp hạng cao nhất | Vị trí xếp hạng cao nhất | Vị trí xếp hạng cao nhất | Vị trí xếp hạng cao nhất | Chứng nhận                                 |
| Tiêu đề     | Thông tin album | Úc                       | Bỉ                       | Canada                   | Ireland                  | NLD                      | Na Uy                    | NZ                       | Thụy Điển                | L.H. Anh                 | Mỹ                       | Chứng nhận                                 |
| ----------- | --- | ------------------------ | ------------------------ | ------------------------ | ------------------------ | ------------------------ | ------------------------ | ------------------------ | ------------------------ | ------------------------ | ------------------------ | ------------------------------------------ |
| Ballads 1   | - Phát hành: 26 tháng 10 năm 2018 - Hãng đĩa: 88rising, 12Tone - Định dạng: CD, LP, tải nhạc số, phát trực tuyến    | 17                       | 81                       | 7                        | 37                       | 44                       | 4                        | 10                       | 47                       | 26                       | 3                        | - BPI: Bạc - MC: Bạch kim - RIAA: Bạch kim |
| Nectar      | - Phát hành: 25 tháng 9 năm 2020 - Hãng đĩa: 88rising, 12Tone - Định dạng: CD, LP, CS, tải nhạc số, phát trực tuyến | 1                        | 22                       | 4                        | 11                       | 21                       | 9                        | 2                        | 17                       | 6                        | 3                        | - BPI: Bạc - MC: Vàng - RIAA: Vàng         |
| Smithereens | - Phát hành: 4 tháng 11 năm 2022 - Hãng đĩa: 88rising, Warner - đỊnh dạng: CD, LP, CS, tải nhạc số, phát trực tuyến | 3                        | 27                       | 3                        | 15                       | 23                       | 4                        | 3                        | 11                       | 13                       | 5                        |                                            |

### Đĩa mở rộng
| Tiêu đề    | Thông tin | Vị trí xếp hạng cao nhất | Vị trí xếp hạng cao nhất | Vị trí xếp hạng cao nhất | Vị trí xếp hạng cao nhất | Chứng nhận |
| Tiêu đề    | Thông tin | Canada                   | NZ                       | Mỹ                       | US R&B /HH               | Chứng nhận |
| ---------- | --- | ------------------------ | ------------------------ | ------------------------ | ------------------------ | ---------- |
| In Tongues | - Phát hành: 3 tháng 11 năm 2017 - Hãng đĩa: 88rising, Empire - Định dạng: tải nhạc số, phát trực tuyến, 12" EP | 62                       | 38                       | 58                       | 28                       | - MC: Vàng |

### Đĩa đơn

#### Hát chính
| Tiêu đề                                                          | Năm  | Vị trí xếp hạng cao nhất | Vị trí xếp hạng cao nhất | Vị trí xếp hạng cao nhất | Vị trí xếp hạng cao nhất | Vị trí xếp hạng cao nhất | Vị trí xếp hạng cao nhất | Vị trí xếp hạng cao nhất | Vị trí xếp hạng cao nhất | Vị trí xếp hạng cao nhất | Chứng nhận                                                                  | Album                         |
| Tiêu đề                                                          | Năm  | Úc                       | Canada                   | Ireland                  | NZ                       | L.H. Anh                 | Mỹ                       | US R&B /HH               | US R&B                   | US Rock                  | Chứng nhận                                                                  | Album                         |
| ---------------------------------------------------------------- | ---- | ------------------------ | ------------------------ | ------------------------ | ------------------------ | ------------------------ | ------------------------ | ------------------------ | ------------------------ | ------------------------ | --------------------------------------------------------------------------- | ----------------------------- |
| "Will He"                                                        | 2017 | —                        | —                        | —                        | —                        | —                        | —                        | —                        | —                        | —                        | - RIAA: Bạch kim                                                            | In Tongues                    |
| "18" (với Kris Wu, Rich Brian, Trippie Redd và Baauer)           | 2018 | —                        | —                        | —                        | —                        | —                        | —                        | —                        | —                        | —                        |                                                                             | Đĩa đơn không nằm trong album |
| "Yeah Right"                                                     | 2018 | —                        | —                        | —                        | —                        | —                        | —                        | —                        | 21                       | —                        | - BPI: Bạc - RIAA: Bạch kim                                                 | Ballads 1                     |
| "Peach Jam" (với 88rising và BlocBoy JB)                         | 2018 | —                        | —                        | —                        | —                        | —                        | —                        | —                        | —                        | —                        |                                                                             | Head in the Clouds            |
| "Slow Dancing in the Dark"                                       | 2018 | 91                       | 52                       | —                        | —                        | —                        | 69                       | 39                       | 7                        | —                        | - ARIA: Bạch kim - BPI: Vàng - RIAA: 2× Bạch kim                            | Ballads 1                     |
| "Can't Get Over You" (hợp tác với Clams Casino)                  | 2018 | —                        | —                        | —                        | —                        | —                        | —                        | —                        | —                        | —                        | - RIAA: Vàng                                                                | Ballads 1                     |
| "Test Drive"                                                     | 2018 | —                        | —                        | —                        | —                        | —                        | —                        | —                        | 19                       | —                        | - RIAA: Vàng                                                                | Ballads 1                     |
| "Sanctuary"                                                      | 2019 | 42                       | 58                       | 61                       | 32                       | 63                       | 80                       | 32                       | 7                        | —                        | - ARIA: Vàng - RIAA: Vàng                                                   | Nectar                        |
| "Breathe" (với 88rising và Don Krez)                             | 2019 | —                        | —                        | —                        | —                        | —                        | —                        | —                        | —                        | —                        |                                                                             | Head in the Clouds II         |
| "Run"                                                            | 2020 | 39                       | 57                       | 47                       | —                        | 46                       | 68                       | —                        | —                        | —                        | - RIAA: Vàng                                                                | Nectar                        |
| "Gimme Love"                                                     | 2020 | 68                       | 82                       | 90                       | —                        | 86                       | —                        | —                        | —                        | 12                       | - RIAA: Vàng                                                                | Nectar                        |
| "Daylight" (với Diplo)                                           | 2020 | 100                      | —                        | —                        | —                        | —                        | —                        | —                        | —                        | 12                       |                                                                             | Nectar                        |
| "Your Man"                                                       | 2020 | 85                       | 83                       | 73                       | —                        | —                        | —                        | —                        | —                        | —                        |                                                                             | Nectar                        |
| "Glimpse of Us"                                                  | 2022 | 1                        | 5                        | 2                        | 1                        | 12                       | 8                        | —                        | —                        | —                        | - ARIA: Vàng - BPI: Bạc - MC: 2× Bạch kim - RIAA: Bạch kim - RMNZ: Bạch kim | Smithereens                   |
| "Yukon (Interlude)"                                              | 2022 | —                        | 95                       | —                        | —                        | —                        | —                        | —                        | —                        | —                        |                                                                             | Smithereens                   |
| "—" Đĩa đơn không phát hành hoặc không xếp hạng tại quốc gia đó. |      |                          |                          |                          |                          |                          |                          |                          |                          |                          |                                                                             |                               |

#### Các bài hát được xếp hạng và chứng nhận khác
| "Demons"                                                                     | 2017 | —  | —  | —  | —  | —  | —  | —  | —  | —  | —   | - RIAA: Vàng | In Tongues            |
| "Worldstar Money (Interlude)"                                                | 2017 | —  | —  | —  | —  | —  | —  | —  | —  | —  | —   | - RIAA: Vàng | In Tongues            |
| "Attention"                                                                  | 2018 | —  | —  | —  | —  | 17 | —  | —  | —  | —  | —   |              | Ballads 1             |
| "Wanted U"                                                                   | 2018 | —  | —  | —  | —  | 24 | —  | —  | —  | —  | —   | - RIAA: Vàng | Ballads 1             |
| "No Fun"                                                                     | 2018 | —  | —  | —  | —  | 28 | —  | —  | —  | —  | —   |              | Ballads 1             |
| "R.I.P." (hợp tác với Trippie Redd)                                          | 2018 | —  | —  | —  | —  | 25 | —  | —  | —  | —  | —   |              | Ballads 1             |
| "Walking" (với 88rising và Jackson Wang hợp tác với Swae Lee và Major Lazer) | 2019 | —  | —  | —  | —  | 28 | —  | —  | —  | —  | —   |              | Head in the Clouds II |
| "Ew"                                                                         | 2020 | —  | —  | —  | —  | 7  | —  | 97 | —  | —  | —   |              | Nectar                |
| "Modus"                                                                      | 2020 | —  | —  | —  | —  | 12 | —  | —  | —  | 33 | —   |              | Nectar                |
| "Afterthought" (với Benee)                                                   | 2020 | —  | —  | —  | —  | 3  | —  | —  | —  | 28 | —   |              | Nectar                |
| "Upgrade"                                                                    | 2020 | —  | —  | —  | —  | —  | —  | —  | —  | 29 | —   |              | Nectar                |
| "High Hopes" (hợp tác với Omar Apollo)                                       | 2020 | —  | —  | —  | —  | —  | —  | —  | —  | 31 | —   |              | Nectar                |
| "Normal People" (hợp tác với Rei Brown)                                      | 2020 | —  | —  | —  | —  | —  | —  | —  | —  | 32 | —   |              | Nectar                |
| "Reanimator" (hợp tác với Yves Tumor)                                        | 2020 | —  | —  | —  | —  | —  | —  | —  | —  | 41 | —   |              | Nectar                |
| "Tick Tock"                                                                  | 2020 | —  | —  | —  | —  | —  | —  | —  | —  | 18 | —   |              | Nectar                |
| "777"                                                                        | 2020 | —  | —  | —  | —  | —  | —  | —  | —  | 33 | —   |              | Nectar                |
| "Feeling Like the End"                                                       | 2022 | —  | 90 | 99 | —  | 7  | —  | —  | —  | —  | 135 |              | Smithereens           |
| "Die for You"                                                                | 2022 | 38 | 43 | 18 | 32 | 5  | 80 | 39 | 53 | 4  | 34  |              | Smithereens           |
| "Before the Day Is Over"                                                     | 2022 | —  | 95 | —  | —  | 10 | —  | —  | —  | 10 | 141 |              | Smithereens           |
| "Dissolve"                                                                   | 2022 | —  | —  | —  | —  | —  | —  | —  | —  | 15 | —   |              | Smithereens           |
| "Night Rider"                                                                | 2022 | —  | —  | —  | —  | —  | —  | —  | —  | 12 | 192 |              | Smithereens           |
| "BlahBlahBlah Demo"                                                          | 2022 | —  | —  | —  | —  | —  | —  | —  | —  | 19 | —   |              | Smithereens           |
| "1AM Freestyle"                                                              | 2022 | —  | —  | —  | —  | —  | —  | —  | —  | 14 | —   |              | Smithereens           |
| "—" Đĩa đơn không phát hành hoặc không xếp hạng tại quốc gia đó.             |      |    |    |    |    |    |    |    |    |    |     |              |                       |

#### Hợp tác
| Tiêu đề                                                                                  | Năm  | Vị trí xếp hạng cao nhất | Chứng nhận   | Album              |
| Tiêu đề                                                                                  | Năm  | US R&B                   | Chứng nhận   | Album              |
| ---------------------------------------------------------------------------------------- | ---- | ------------------------ | ------------ | ------------------ |
| "Besidju" (Shamana hợp tác với Joji)                                                     | 2016 | —                        |              | Non-album singles  |
| "Nomadic" (Higher Brothers hợp tác với Joji)                                             | 2017 | —                        |              | Non-album singles  |
| "FeelTheRage" (Lil Gnar hợp tác với Night Lovell and Joji)                               | 2018 | —                        |              | Non-album singles  |
| "Midsummer Madness" (88rising hợp tác với Joji, Rich Brian, Higher Brothers và AUGUST 8) | 2018 | 23                       | - RIAA: Vàng | Head in the Clouds |
| "Make It Right" (Nessly hợp tác với Joji)                                                | 2018 |                          |              | Wildflower         |
| "Gates to the Sun" (SahBabii hợp tác với Joji)                                           | 2020 | —                        |              | Non-album single   |
| "From You" (Bonobo hợp tác với Joji)                                                     | 2022 | —                        |              | Fragments          |
| "Thinking Bout You" (rei brown hợp tác với Joji)                                         | 2022 | —                        |              | Xeno               |
| "—" Đĩa đơn không phát hành hoặc không xếp hạng tại quốc gia đó.                         |      |                          |              |                    |

### Khách mời
| Tiêu đề                  | Năm  | Nghệ sĩ khác         | Album            |
| ------------------------ | ---- | -------------------- | ---------------- |
| "Introvert"              | 2018 | Rich Brian           | Amen             |
| "Make It Right"          | 2018 | Nessly               | Wildflower       |
| "OMG"                    | 2018 | RL Grime, Chief Keef | Nova             |
| "On My Way Out"          | 2018 | Getter               | Visceral         |
| "Think About U"          | 2018 | Ryan Hemsworth       | Elsewhere        |
| "Where Does The Time Go" | 2019 | Rich Brian           | The Sailor       |
| "What We Used To Be"     | 2022 | August 08            | Towards the Moon |

### Phối lại
| Tiêu đề    | Năm  | Nghệ sĩ  | Lượt nghe trên SoundCloud (Tính đến năm 2018) | Lượt xem trên YouTube (88rising) |
| ---------- | ---- | -------- | --------------------------------------------- | -------------------------------- |
| "Medicine" | 2014 | Daughter | 1.4 M                                         | 4.9 M                            |

## Với tư cách là "Pink Guy"

### Album phòng thu
| Tiêu đề     | Thông tin album                                                               | Vị trí xếp hạng cao nhất | Vị trí xếp hạng cao nhất | Vị trí xếp hạng cao nhất | Vị trí xếp hạng cao nhất | Vị trí xếp hạng cao nhất | Vị trí xếp hạng cao nhất | Vị trí xếp hạng cao nhất | Vị trí xếp hạng cao nhất | Vị trí xếp hạng cao nhất | Vị trí xếp hạng cao nhất |
| Tiêu đề     | Thông tin album                                                               | Mỹ                       | US R&B/HH                | US Rap                   | US Comedy                | Mỹ Ind.                  | Canada                   | NZ Heat.                 | NL                       | FIN                      | Na Uy                    |
| ----------- | ----------------------------------------------------------------------------- | ------------------------ | ------------------------ | ------------------------ | ------------------------ | ------------------------ | ------------------------ | ------------------------ | ------------------------ | ------------------------ | ------------------------ |
| Pink Season | - Phát hành: 4 January 2017 - Hãng đĩa: Tự phát hành - Định dạng: Tải nhạc số | 70                       | 9                        | 7                        | 1                        | 2                        | 61                       | 3                        | 157                      | 46                       | 38                       |

### Đĩa mở rộng
| Tiêu đề                   | Thông tin                                                                      | Vị trí xếp hạng cao nhất |
| Tiêu đề                   | Thông tin                                                                      | US Comedy                |
| ------------------------- | ------------------------------------------------------------------------------ | ------------------------ |
| Pink Season: The Prophecy | - Phát hành: 24 tháng 5 năm 2017 - Hãng đĩa: 88rising - Định dạng: Tải nhạc số | 2                        |

### Mixtapes
| Tiêu đề  | Thông tin album                                                                             |
| -------- | ------------------------------------------------------------------------------------------- |
| Pink Guy | - Phát hành: 22 tháng 5 năm 2014 - Hãng đĩa: Tự phát hành - Định dạng: Tải nhạc số miễn phí |

### Các bài hát được xếp hạng khác
| Tiêu đề         | Năm  | Vị trí xếp hạng cao nhất | Album       |
| Tiêu đề         | Năm  | Mỹ Com.                  | Album       |
| --------------- | ---- | ------------------------ | ----------- |
| "STFU"          | 2017 | 4                        | Pink Season |
| "Fried Noodles" | 2017 | 5                        | Pink Season |
| "Pink Life"     | 2017 | 10                       | Pink Season |
| "Rice Balls"    | 2017 | 11                       | Pink Season |
| "Dumplings"     | 2017 | 15                       | Pink Season |

## Video âm nhạc

### Hát chính
| Tiêu đề                                                  | Năm  | Đạo diễn             |
| -------------------------------------------------------- | ---- | -------------------- |
| "Will He"                                                | 2017 | Matthew Dillon Cohen |
| "Demons"                                                 | 2017 | Jared Hogan          |
| "18" (with Kris Wu, Rich Brian, Trippie Redd and Baauer) | 2018 | BRTHR                |
| "Window"                                                 | 2018 | BRTHR                |
| "Yeah Right"                                             | 2018 | Joji                 |
| "Peach Jam" (with BlocBoy JB)                            | 2018 | Christine Yuan       |
| "Head in the Clouds"                                     | 2018 |                      |
| "Slow Dancing in the Dark"                               | 2018 | Jared Hogan          |
| "Can't Get Over You"                                     | 2018 | Saint, Joji          |
| "Test Drive"                                             | 2018 | James Defina         |
| "Wanted U"                                               | 2018 | Michael La Burt      |
| "Sanctuary"                                              | 2019 | Eoin Glaister        |
| "Run"                                                    | 2020 | Aisultan Seitov      |
| "Gimme Love"                                             | 2020 | Joji, Andrew Donoho  |
| "Daylight"                                               | 2020 | Munachi Osegbu       |
| "Pretty Boy" (hợp tác với Lil Yachty)                    | 2020 |                      |
| "Your Man"                                               | 2020 | Jared Hogan          |
| "Tick Tock"                                              | 2020 | James Defina         |
| "Upgrade"                                                | 2020 | James Defina         |
| "Glimpse of Us"                                          | 2022 | Dan Streit           |
| "Yukon (Interlude)"                                      | 2022 | brthr                |
| "Die for You"                                            | 2022 | Actual Objects       |

### Hợp tác
| Tiêu đề                                                                                  | Năm  | Director(s)    |
| ---------------------------------------------------------------------------------------- | ---- | -------------- |
| "Nomadic" (Higher Brothers hợp tác với Joji)                                             | 2017 | Adrian Pereyra |
| "Midsummer Madness" (88rising hợp tác với Joji, Rich Brian, Higher Brothers và AUGUST 8) | 2018 | Warwick Saint  |
| "Think About U" (Ryan Hemsworth hợp tác với Joji)                                        | 2018 | techgod        |
|                                                                                          |      |                |

## Sản xuất

### 2017
Pink Guy - Pink Season
- 01. "Hot Nickel Ball on a Pussy"
- 02. "Are You Serious"
- 03. "White Is Right"
- 04. "I Have a Gun" (performed by Politikz)
- 06. "STFU" (sản xuất với Ryan Jacob)
- 07. "Gays 4 Donald"
- 08. "I Do It for My Hood"
- 09. "Please Stop Calling Me Gay"
- 10. "She's So Nice"
- 11. "Please Stop Touching My Willy"
- 12. "Uber Pussy"
- 13. "セックス大好き" (Sekkusu Daisuki, "Tôi yêu tình dục")
- 15. "Meme Machine"
- 16. "Hand on My Gat" (trình diễn bởi Politikz)
- 17. "D I C C W E T T 1"
- 18. "Flex Like David Icke"
- 19. "High School Blink193"
- 20. "Rice Balls"
- 21. "Dora the Explora"
- 23. "Dog Festival Directions"
- 24. "We Fall Again"
- 25. "Club Banger 3000"
- 26. "Help"
- 27. "Hentai"
- 30. "Another Earth"
- 31. "I Will Get a Vasectomy"
- 32. "Furr"
- 33. "Fried Noodles"
- 34. "Goofy's Trial"
- 35. "Be Inspired"

Joji - In Tongues
- 01. "Will He"
- 02. "Pills"
- 03. "Demons"
- 04. "Window"
- 05. "Bitter Fuck"
- 06. "Worldstar Money (Interlude)"
- 07. "Plastic Taste"
- 08. "I Don't Wanna Waste My Time"

### 2018
Rich Brian, Kris Wu, Joji, Trippie Redd và Baauer
- "18" (sản xuất với Baauer)

Lil Toe
- "Pipe Down"

88rising - Head in the Clouds
- 04. "Peach Jam" (trình bày bởi Joji và BlocBoy JB) (sản xuất với BlocBoy JB and Oren Yoel)
- 17. "Head in the Clouds" (trình bày bởi Joji) (sản xuất với Jordan Ware, Avalos Elmer and Barney Bones)

Joji - Ballads 1
- 01. "Attention"
- 02. "Slow Dancing in the Dark" (sản xuất với Patrick Wimberly)
- 04. "Wanted U"
- 06. "Yeah Right"
- 08. "No Fun" (sản xuất với Jam City)
- 10. "R.I.P." (hợp tác với Trippie Redd) (sản xuất với Ryan Hemsworth)
- 11. "XNXX" (sản xuất với John Durham)
- 12. "I'll See You in 40"

### 2019
Higher Brothers - Five Stars
- 14. "Zombie" (hợp tác với Rich Brian)

### 2020
Joji - Nectar
- 05. "Upgrade" (sản xuất với Rickard Göransson, Tobias Karlsson và James Alan Ghaleb)
- 06. "Gimme Love" (sản xuất với Bekon và The Donuts)
- 07. "Run" (sản xuất với Justin Parker, Stacy Jones và Jaco Caraco)
- 12. "Normal People" (hợp tác với Rei Brown) (sản xuất với Isaac Cords Sleator)
- 13. "Afterthought" (with Benee) (sản xuất với Isaac Cords Sleator)
- 14. "Mr. Hollywood" (sản xuất với Kenny Beats và West1ne)

### 2021
James Blake - Friends That Break Your Heart
- 02. "Life Is Not the Same" (sản xuất với James Blake, Take a Daytrip và Khushi)